# ألان راكوتوندرامانانا
ألان راكوتوندرامانانا (بالإنجليزية: Alain Rakotondramanana)‏ (مواليد 16 أبريل 1970 في مدغشقر) لاعب كرة قدم مدغشقري دولي يجيد اللعب في مركز الدفاع . يلعب حاليا لصالح نادي أوسكا فوت المدغشقري منذ سنة 2005 .

## روابط خارجية
- ألان راكوتوندرامانانا على موقع قاعدة بيانات كرة القدم.إي يو (الإنجليزية)
- ألان راكوتوندرامانانا على موقع ناشيونال فوتبول تيمز (الإنجليزية)